# Golden Boy (manga)
Golden Boy (jap. ゴールデンボーイ Gōruden Bōi) – manga autorstwa Tatsuyi Egawy. Przedstawia życie 25-letniego "wiecznego studenta" Kintaro Oe, (大江錦太郎 Ōe Kintarō) który słynął ze swojego zainteresowaia kobietami. Manga była wydawana przez wydawnictwo Shūeisha zaczynając od 1992 roku. Poszczególne części mangi zostały zaadaptowane w 6-odcinkowe filmy OVA, produkcji studia Shūeisha i KSS, które później były wydawane przez międzynarodowe wydawnictwo ADV w Ameryce Północnej. Licencja wydawnictwa ADV wygasła w 2006 roku, natomiast już w lipcu 2007 roku korporacja Media Blasters nabyła tę licencję, przez co wydawnictwo ADV zachowało swoją wersję dubbingu.
Kintaro Oe został wyrzucony z wydziału prawa na Uniwersytecie Tokijskim, jednak zdążył przedtem zdać testy umożliwiające mu podjęcie pracy. Od tego czasu bez ustanku zmienia pracodawców, a także miejsca zamieszkania, ucząc się życia. Przemierzał Japonię na swoim ulubionym rowerze, a łatwo go można było rozpoznać po jego czerwonej czapce jak i również słuchawkach na uszach. Podczas swoich podróży, Kintaro spotykał różne kobiety, a swoją osobą zmieniał diametralnie ich życia. Obserwował ludzi, ich zachowania i zapisywał wszystko w swoim notesiku, który trzymał zawsze przy sobie.
Seria Golden Boy OVA została pozytywnie przyjęta przez młodzież, aczkolwiek nie należy zapominać, że seria ta słynie ze swoich perwersyjnych motywów takich jak: kobiecy orgazm, nagość, masturbacja. Przez te czynniki manga już od drugiego tomu jest praktycznie postrzegana jako pornografia.

## Fabuła
W każdym tomie Kintaro spotyka na swojej drodze młodą, piękna kobietę. Było to powodem wielu konfliktów damsko-męskich, które jednocześnie stawały się głównym wątkiem każdego tomu. Niektóre z tych kobiet postrzegały Kintaro jako kompletnego idiotę i zboczeńca. Jednak po czasie, zdawałay sobie sprawę, że były w błędzie. Kintaro niewzruszenie pożądał te kobiety, ale uważał, że jego przeznaczeniem jest nauka o życiu. Dlatego nigdy nie zostawał długo w żadnym miejscu, wsiadał na swój rower i jechał dalej. Mimo wszystkich jego perwersyjnych zachowań i myśli, był bardzo mądrym, zaradnym i bystrym chłopakiem, szybko stawał się wręcz niezbędny w danym miejscu pracy. Był indywidualistą, nadrabiał wszystkie swoje "wpadki" w pracy. Często przewyższał intelektualnie nawet swoich pracodawców. To mogło sprawić, iż zdobywał serca wszystkich kobiet, które napotkał na swojej drodze podczas podróży po Japonii. Ponadto Kintaro był erudytą. Wystarczyło mu stosunkowo niewiele czasu aby stał się w jakieś dziedzinie naprawdę dobry. Co więcej przystosowywał się nie tylko umysłowo, ale i fizycznie. Poza tym, był człowiekiem otwartym i serdecznym oraz altruistą. Przedkładał szczęście innych, nad swoje. Robił wszystko bezinteresownie często wręcz nie przyznając się do wykonanej pracy. Potrafił zapanować nad swoimi często trudnymi do pohamowania żądzami, nigdy nie robił czegoś wbrew woli kobiet, które spotykał.

## OVA
Filmy OVA zostały początkowe wydane na kasetach VHS, a dopiero później na płytach CD. Pod głównego bohatera głos podkłada Mitsuo Iwata, natomiast w wersji angielskiej Doug Smith. W skład OVA wchodzi 6 odcinków, które adaptują pierwszy tom mangi.

### "Computer Studies"
Kintaro jadąc na rowerze napotyka na swojej drodze piękną, młodą business woman jeżdżąca ferrari i rozpoczyna pracę w jej firmie. Jak się później okazuje, jest jedynym pracownikiem, reszta to śliczne kobiety. Kintaro uczy się pracy na komputerze, aby później zaskoczyć swoimi umiejętnościami wszystkie pracownice w firmie.

### "Temptation of the Maiden"
Pracując jako pomocnik w biurze wyborczym Kintaro zostaje przydzielony do udzielania lekcji córce swojego szefa, Naoce Katsuda. Dziewczyna poprzez podstęp bawi się uczuciami młodego nauczyciela i oczekuje od niego więcej niż tylko pomoc w matematyce.

### "Danger! The Virgin's First Love"
Kintaro zastępuje w pracy szefa restauracji, który miał niedawno wypadek samochodowy. Pod pilnym okiem właścicieli uczy się robić podstawowe dania japońskie. Córka właściciela, Noriko zakochuje się w mężczyźnie, który uratował jej ojca. Późniejsze wydarzenia ukazują jednak jego prawdziwe oblicze.

### "Swimming in the Sea of Love"
Podczas pracy jako nauczyciel pływania, Kintaro wyzywa na pojedynek kierowniczkę ośrodka (złotą medalistkę olimpijską), w którym oznajmia iż będzie od niej lepszym zawodnikiem po jedynie miesiącu przygotowań i treningów. Kintaro wprowadza również wiele zmian w sposobach nauczania dzieci na pływalni, co później owocuje większym zadowoleniem klientów.

### "Balls to the Wall"
Kintaro zostaje służącym w tradycyjnym japońskim domu należącym do bogatej rodziny. Po krótkim czasie zostaje wyrzucony z pracy, ale nie opuszcza tego miejsca przez najbliższe 23 dni w oczekiwaniu na jakieś ważne wydarzenie.

### "Animation is Fun!"
Kintaro zostaje zatrudniony w studiu animacji i poznaje tam Chi, jedyną pracownicę (reszta pracowników to mężczyźni). Problemy związane z nową pracą zmuszają Kintaro do prośby o pomoc jego stare przyjaciółki, które z wielkim entuzjazmem się zgadzają i przyjeżdżają na ratunek.

## Manga
| Tom | Data wydania  | ISBN               |
| --- | ------------- | ------------------ |
| 01  | Czerwiec 1993 | ISBN 4-08-858721-9 |
| 02  | Grudzień 1993 | ISBN 4-08-858722-7 |
| 03  | Maj 1994      | ISBN 4-08-858723-5 |
| 04  | Grudzień 1994 | ISBN 4-08-858724-3 |
| 05  | Czerwiec 1995 | ISBN 4-08-858725-1 |
| 06  | Grudzień 1995 | ISBN 4-08-858726-X |
| 07  | Czerwiec 1996 | ISBN 4-08-858727-8 |
| 08  | Grudzień 1996 | ISBN 4-08-858728-6 |
| 09  | Lipiec 1997   | ISBN 4-08-858729-4 |
| 10  | Styczeń 1998  | ISBN 4-08-859001-5 |